# 双林航船埠头
双林航船埠头位于浙江省湖州市南浔区双林镇新街社区，建于清代。2011年2月25日公布为第七批湖州市文物保护单位。